# Jules Bastien-Lepage
Jules Bastien-Lepage (Damvillers, 1848. november 1. – Párizs, 1884. december 10.) francia táj- és arcképfestő.

## Életpályája

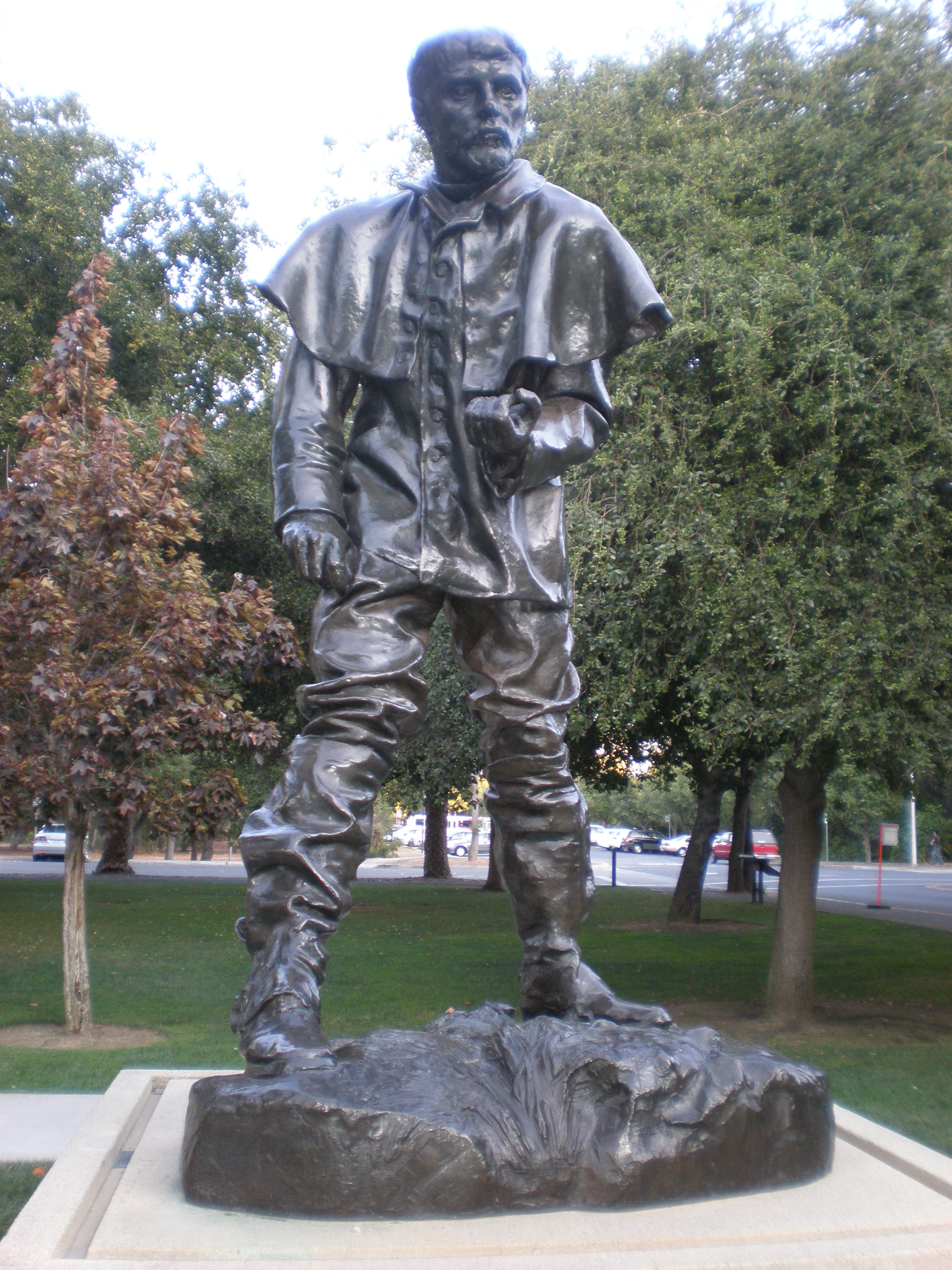
Augsute Rodin szobra Bastien-Lepage-ról

Verdun közelében született. Cabanel tanítványa volt. Részben Manet, részben a barbizoni iskola és Courbet hatására plein air világítású realista festményeket alkotott. Témáit főleg a paraszti életből merítette. Naturalisztikus látásmódja pályájának vége felé az impresszionizmus irányába változott. Pedagógiai munkássága is jelentős.

## Hatása
Művészete főleg a müncheni Hollósy-körre volt hatással (Thorma János, Réti István, Ferenczy Károly, Csók István, Iványi-Grünwald Béla).

## Művei

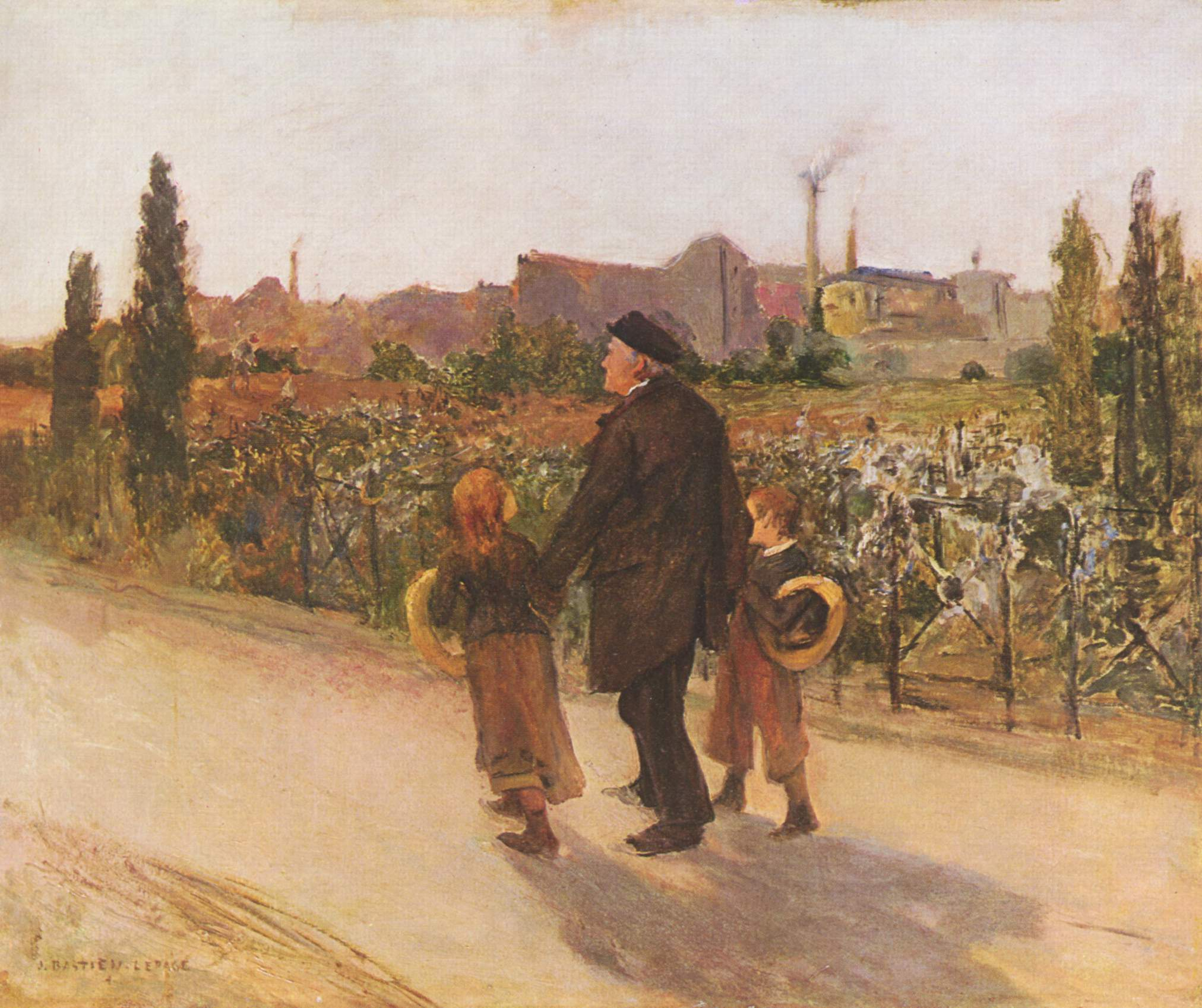
Halottak napja (Szépművészeti Múzeum, Budapest)

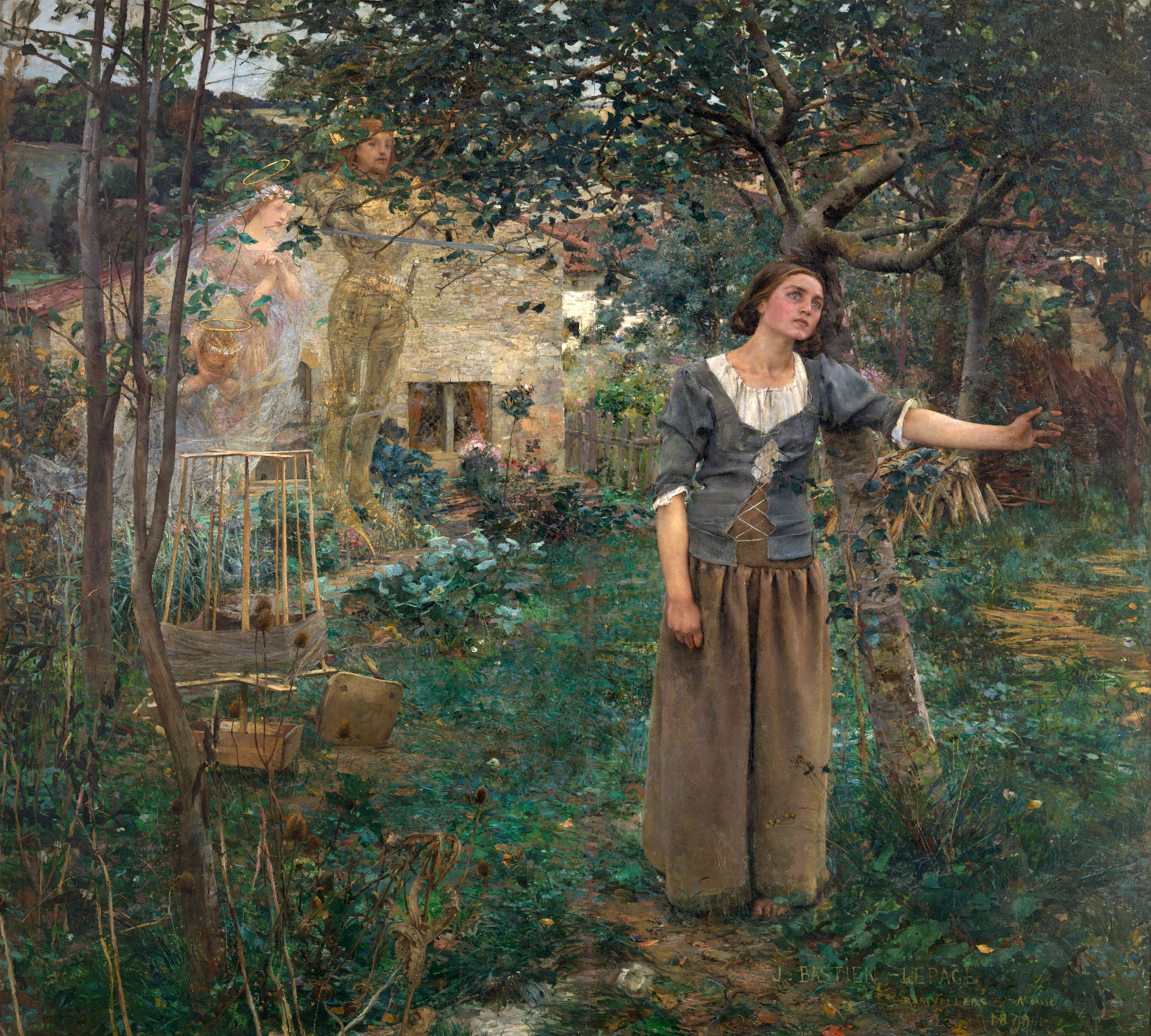
Jeanne d’Arc (1879) (Metropolitan Museum of New York)

- La Toussaint (Halottak napja) () (Szépművészeti Múzeum, Budapest)
- A kis londoni cipőtisztító fiú (1882) (Musée des arts décoratifs, Párizs)
- Le Petit Colporteur endormi (1882) Olaj, vászon, 103 x 109,3 cm (Musée des Beaux-Arts, Tournai)
- Pas Mèche (Semmittevés) (1882) Olaj, vászon, 132 x 89,5 cm (National Gallery of Scotland, Edinburgh)
- L’Amour au village (Falusi szerelem) Olaj, vászon, 181 x 199 cm (Puskin Múzeum, Moszkva)
- Paysage au Charbonnier L’hiver, vers (1884) Olaj, vászon, 59 x 77,5 cm (Musée municipal, Vernon)
- Lever de Lune à Alger (1884) Olaj, vászon, (Musée des Beaux-Arts, Nancy)
- Venise le soir (1880) Olaj, vászon, (Musée Magnin, Dijon)
- Marchande de fleurs à Londres (1882) Akvarell, 39,5 x 21,5 cm (Musée Bastien-Lepage, Montmédy)
- Le Père Jacques (1882) Olaj, vászon, 199 x 181 cm (Milwaukee Art Center, Milwaukee)
- Pauvre Fauvette (Szegény madárka) (1881) Olaj, vászon, 162,5 x 125,7 cm (The Art Gallery and Museum, Glasgow)
- La Faneuse au repos (1881) Olaj, vászon, 80,5 x 59 cm (Najonalgalleriet, Oslo)
- Saison d’octobre, récolte des pommes de terre (1879) Olaj, vászon, 181 x 199 cm (National Gallery of Victoria, (Melbourne)
- Les Foins (1878) Olaj, vászon, (Musée d’Orsay, Párizs)